# Castérà de Saint-Médard-en-Jalles
Le Castérà (mot gascon, du bas latin castellar, signifiant 'domaine fortifié') était un château fort aujourd'hui en ruine dans l'enceinte de la poudrerie, sur la rive droite de la Jalle dans la commune de Saint-Médard-en-Jalles en Gironde (France). Sa construction remonterait au XIIIe ou XIVe siècle.

## Description
L'ancien Castérà est implanté sur un terrain marécageux en bordure de Jalle. 
Construit en pierres d’une jolie couleur jaunâtre, vraisemblablement de la molasse de Caupian, ce petit manoir fortifié possédait quatre tours orientées aux quatre points cardinaux. Des fossés alimentés par la Jalle protégeaient l’enceinte. À l’extérieur, la basse-cour était entourée d’un second fossé. Malgré cet aspect défensif, le Castérà semble plutôt avoir été conçu comme une confortable demeure féodale.
Ce manoir fortifié est décrit par Viollet-le-Duc comme suit :
« Non loin de Bordeaux, à l’entrée des Landes, est un manoir qui paraît appartenir à la première moitié du XIIIe siècle, et qui conserve des traces de distributions intérieures d’un grand intérêt ; il s’agit du Castera de Saint-Médard-en-Jalle. La Jalle est un ruisseau qui prend sa source au lieu nommé Cap d’aou bos (Tête du bois), et qui se jette dans la Garonne.

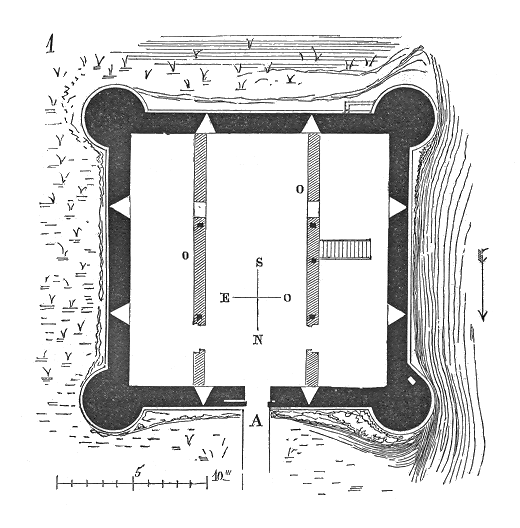
Plan du rez-de-chaussée

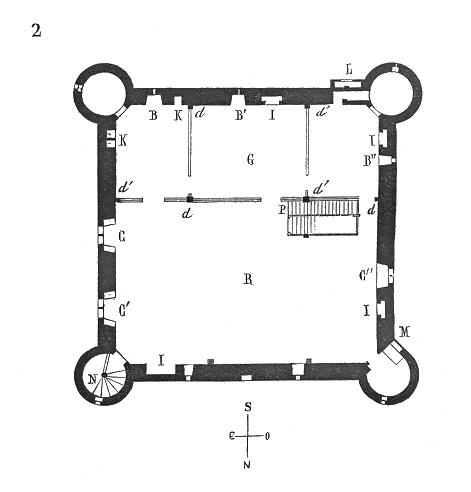
Plan du premier étage

Le manoir de Saint-Médard est bâti sur la rive droite du ruisseau qui, sur ce point, s'étend et forme un marécage. Un fossé large entourait cette habitation fortifiée, dont nous donnons le plan au niveau du rez-de-chaussée (1). Ce plan est tracé sur un carré avec quatre tourelles aux angles. La porte est en A, et deux meurtrières s'ouvrent, à rez-de-chaussée dont le sol est peu élevé au-dessus du marécage, sur chacune des faces du carré. Dans l'origine, cette enceinte carrée enveloppait une construction de bois dont on voit les scellements sur les parois  intérieures. À la place des deux murs O,O, d'une époque plus récente, il y avait quatre gros poteaux de bois qui portaient le plancher du premier, des cloisons et un pan de bois de refend. Un escalier de bois permettait de monter au premier étage. Ce rez-de-chaussée du sol au plafond n'a pas plus de 2m, 65.
Le premier étage (2) présente une disposition des plus curieuses. Il était entresolé dans une partie de la surface ainsi que le prouvent 1º les scellements de solivages, la trace des huisseries ; 2º les étroites fenêtres BB′B″ doublées dans la hauteur de l’étage et séparées par des linteaux ; 3º les grandes fenêtres CC′C″ qui prennent toute la hauteur de l’étage, qui sont larges et divisées dans leur largeur par un meneau. Cet entresol était en bois, porté sur les poteaux de fonds et sur ceux dd′. De plus le pan de bois de refend portait les combles doubles, ainsi que nous le verrons tout à l’heure. Un degré en bois P permettait de monter à l’entresol. La grande salle R avait entre le plancher et le plafond 4,30 m de hauteur, et chacun des étages entresolés 2,30 m environ ; de sorte que le plancher au-dessus de cette grande salle et celui au-dessus de l’entresol, en comptant l’épaisseur des poutres et solives, s’arasait au niveau d’un chemin de ronde supérieur.
En effet, en calculant ces hauteurs, […] l’escalier à vis N montait du sol de la grande salle au chemin de ronde défendu par un parapet crénelé. I sont des cheminées et K des armoires. En L sont des latrines sur le dehors ; en M, dans la tourelle nord ouest, sont disposées d’autres latrines avec tuyau de chute indiqué sur le plan du rez-de-chaussée.
Nous donnons (3) la vue perspective de ce manoir prise du côté de l’entrée. La maçonnerie est entière, sauf les parapets crénelés, dont il ne reste que des fragments. Tous les bois ont été brûlés et ont laissé de nombreuses traces. Les combles se divisaient très-vraisemblablement en deux, conformément aux habitudes des constructions de ce temps, et renfermaient  des logements en pans de bois au niveau du chemin de ronde, ainsi que l’indique notre vue. Sur la face, quatre trous carrés ménagés dans la bâtisse du parement au-dessus de l’entrée étaient destinés à recevoir un hourd saillant auquel on descendait par le chemin de ronde. Nous avons présenté une des fermes de ce hourd, posée. Cette méthode, qui consiste à envelopper un logis de bois d’une chemise de pierre fortifiée,  est curieuse à observer, car nous la voyons employée dans beaucoup  de ces donjons carrés du XIIe siècle tel que celui de Loches, par exemple. Il est à présumer que les pans de bois ou plutôt les poteaux inférieurs durent être remplacés, car au XIVe ou au XVe siècle on éleva les deux murs figurés sur le plan du rez-de-chaussée.… »

## Histoire

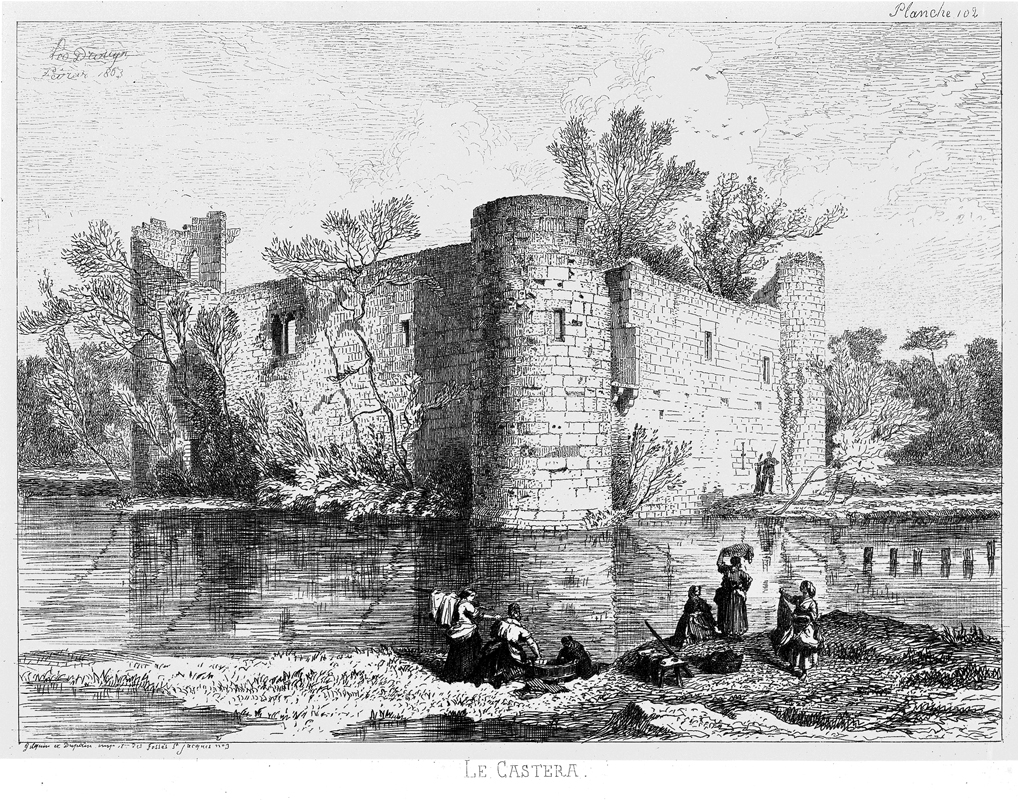
Dessin du Castérà par Léo Drouyn.

L'histoire du Castérà est largement méconnue.
Le 11 janvier 1793, sous la Révolution française, Mme de Basterot (qui venait de racheter les seigneuries de Gajac, Corbiac et Saint-Médard) et son gendre de Ségur sont portés sur la liste des émigrés ce qui entraina la confiscation de leurs biens. Le castérà a donc été vendu comme bien national. C'est le citoyen Chotard qui en fera l'acquisition.